# UFC 203
UFC 203：米欧奇对欧沃瑞（UFC 203: Miocic vs. Overeem）是终极格斗冠军赛（UFC）主办的一场综合格斗赛事，于2016年9月10日在美国俄亥俄州克里夫兰的快贷球馆举行。

## 结果
1. ↑  UFC重量级冠军战